# Elio Galasso
Elio Galasso (Benevento, 1937) è uno storico dell'arte, museologo e paleografo italiano.

## Biografia
Nato a Benevento nel 1937, Galasso ha studiato Lettere Classiche all'Università degli Studi 'Federico II' di Napoli, dove si è specializzato in Storia dell'Arte, Museologia e Paleografia Latina. Ha iniziato la sua carriera collaborando con illustri studiosi come Francesco Arnaldi, Valerio Mariani, Mario Napoli e Raffaello Causa.

## Carriera Professionale
Dal 1973 al 2004, Galasso ha diretto il Museo del Sannio, del quale era già vicedirettore dal 1960, trasformandolo in un centro culturale di rilievo con un approccio interdisciplinare alla museologia. Sotto la sua direzione, il museo ha arricchito le sue collezioni e promosso importanti mostre, entrando, altresì, nei settori della fotografia, dell'arte contemporanea, dei concerti musicali. Ha anche ricoperto il ruolo di direttore della Biblioteca Provinciale di Benevento e coordinato il Comparto Beni Culturali della Provincia di Benevento. Tra le sue ricerche più innovative si annoverano studi sulla scrittura beneventana e approfondimenti storici sulla leggenda delle streghe di Benevento, legate al culto di Iside.

## Pubblicazioni e Opere
Galasso è autore di numerose pubblicazioni scientifiche. Tra le sue opere più significative si trovano:
- La scrittura beneventana: un approfondito studio paleografico[6].
- Benevento e le sue streghe: un'analisi storica e antropologica della leggenda delle streghe di Benevento[7].
- Il culto di Iside a Benevento: uno studio sulle influenze religiose nell'antica Benevento[8].
- Giardino di delizie. Del Chiostro di Santa Sofia in Benevento: un volume sul chiostro medioevale dell'Abbazia di Santa Sofia in Benevento, monumento dell'architettura e della scultura dell'inizio del Basso Medioevo (2020)
- Il soldo d'oro beneventano, dollaro dell'alto medioevo, sulla monetazione longobarda beneventana
- Oreficeria medioevale in Campania

## Riconoscimenti
Elio Galasso ha ricevuto vari premi e riconoscimenti per il suo contributo alla cultura e alla storia dell'arte, tra cui il Premio Gladiatore d’Oro e il titolo di Direttore Emerito del Museo del Sannio. È stato determinante nel coordinare la candidatura della Chiesa di Santa Sofia di Benevento alla lista del patrimonio mondiale UNESCO.